# Cicindela terricola
Cicindela terricola este o specie de insecte coleoptere descrisă de Thomas Say în anul 1824. Cicindela terricola face parte din genul Cicindela, familia Carabidae.

## Subspecii
Această specie cuprinde următoarele subspecii:
- C. t. cinctipennis
- C. t. imperfecta
- C. t. kaibabensis
- C. t. lunalonga
- C. t. terricola